# Hypena euryzostra
Hypena euryzostra là một loài bướm đêm trong họ Erebidae.